# Лукьяненко, Ольга Анатольевна
О́льга Анатольевна Лукья́ненко (укр. Ольга Анатоліївна Лук'яненко; род. 11 июля 1984, Киев, Украинская ССР, СССР) — украинская актриса театра и кино.

## Биография
Родилась 11 июля 1984 года в Киеве. Окончила Киевский театральный институт имени Карпенко-Карого, курс Э. М. Митницкого.
С 2002 года актриса Киевского театра «На левом берегу Днепра».
С 2004 года стала активно сниматься в телесериалах, дебют в кино — роль Маши в сериале «Любовь слепа». Начинала с небольших ролей в лентах «Русское лекарство», «Пепел Феникса». 
Первую главную роль сыграла в 2005 году в комедии «Дедушка моей мечты». В том же году стала Лауреатом премии «Киевская пектораль» в номинации «Лучший дебют года» за роль Джульетты в спектакле «Ромео и Джульетта».
В 2006—2007 годах играла роль Ксюши в российском телесериале «Кадетство».
В 2009 году сыграла главную роль в комедии «Территория красоты».
Далее сыграла главные роли в лентах «Золушка с прицепом» (2010) и «Семь вёрст до небес» (2011). Также заметными стали роли в проектах «Акула» (2009), украинском драматическом фильме «Платон Ангел» (2010) и мини-сериале режиссёра Ахтема Сейтаблаева «Чемпионы из подворотни» (2011).
В 2014 году сыграла ключевого персонажа в мелодраме Ольги Перуновской «Ветреная женщина». В 2015 году сыграла одну из главных ролей в телесериале «Окрылённые».
В 2018—2022 годы снималась в украинском сериале «Папаньки» от творцов «Дизель Студио».

## Личная жизнь
Разведена. Бывший супруг — Сергей Атанасов, занимается тюнингом автомобилей и байков, сыграл несколько раз в кино. В 2012 году у пары родилась дочь Адель.

## Фильмография
| Год       |    | Название               | Роль                     |
| --------- | -- | ---------------------- | ------------------------ |
| 2004      | с  | Любовь слепа           | Маша                     |
| 2004      | с  | Пепел Феникса          | Имя персонажа не указано |
| 2004      | с  | Русское лекарство      | Имя персонажа не указано |
| 2004      | ф  | Эвиленко               | девочка на станции       |
| 2005      | с  | Дедушка моей мечты     | Юля Шевченко             |
| 2005      | с  | Золотые парни          | Имя персонажа не указано |
| 2006      | с  | Волчица                | Вика                     |
| 2006      | с  | Дедушка моей мечты 2   | Юля Шевченко             |
| 2006—2007 | с  | Кадетство              | Ксюша                    |
| 2007      | тф | Бумеранг               | Дарья Павловна Туманова  |
| 2007      | с  | Бывшая                 | Лёля                     |
| 2007      | с  | Держи меня крепче      | Ксюша                    |
| 2008      | тф | Неодинокие             | Лиза Цветкова            |
| 2009      | с  | Акула                  | Аня                      |
| 2009      | тф | Рябины гроздья алые    | Смирнова                 |
| 2009      | с  | Территория красоты     | Варвара Фокина           |
| 2010      | ф  | 108 минут              | Варя                     |
| 2010      | ф  | Золушка с прицепом     | Лариса                   |
| 2010      | ф  | Платон Ангел           | Таня                     |
| 2011      | ф  | Белые розы надежды     | Ольга                    |
| 2011      | ф  | Зарево                 | Руся Балунова            |
| 2011      | тф | Лекарство для бабушки  | Таисия                   |
| 2011      | с  | Пончик Люся            | Катя Власова             |
| 2011      | тф | Семь вёрст до небес    | Ксения                   |
| 2011      | ф  | Чемпионы из подворотни | Светка                   |
| 2011      | с  | Ярость                 | Саша Крылова             |
| 2012      | с  | Лист ожидания          | Настя Линькова           |
| 2012      | с  | Порох и дробь          | Наташа                   |
| 2012      | ф  | Это моя собака         | Виолетта                 |
| 2013      | с  | Дело для двоих         | Полина                   |
| 2014      | с  | Ветреная женщина       | Светлана Боголюбова      |
| 2015      | с  | Окрыленные             | Ксюша                    |
| 2016      | с  | Спросите у осени       | Татьяна Борисова         |
| 2018      | с  | Полюби меня такой      | Даша                     |
| 2018      | с  | Папаньки               | Анна Малышева            |
| 2021      | с  | Разница в возрасте     | Марго                    |
| 2023      | с  | Поезд                  | Юля                      |
| 2025      | с  | Любовь и пламя         | Ольга Погасий            |

## Награды и достижения
- 2005 — Лауреат премии «Киевская пектораль» в категории «Лучший актёрский дебют» за роль Джульетты в спектакле «Ромео и Джульетта» (Театр драмы и комедии)[3]